# Chiama piano
Chiama piano è un singolo del cantautore Pierangelo Bertoli in duetto con Fabio Concato pubblicato nel 1990 dall'etichetta discografica  Dischi Ricordi, estratto dall'album Oracoli.

## Il disco
La canzone, scritta da Pierangelo Bertoli e Luca Bonaffini, fa parte dell'album Oracoli, e racconta, come i sentimenti dell'amicizia, dell'amore e degli affetti abbiano il potere di annullare le distanze. 
Nel videoclip, girato a Milano nei pressi del Naviglio della Martesana, compaiono assieme a Bertoli i ragazzi protagonisti del dittico cinematografico di Marco Risi Mery per sempre e Ragazzi fuori.
Oltre ad Oracoli, il brano è contenuto anche negli album di Bertoli Una voce tra due fuochi (1995), Parole di rabbia, pensieri d'amore (2005), Le canzoni, i miei pensieri (2011) e nell'album "Vita quotidiana" (1992) di Fabio Concato.

## Tracce
1. Chiama piano (Luca Bonaffini, Pierangelo Bertoli)

## Musicisti
- Pierangelo Bertoli - voce
- Fabio Concato - voce
- Grazia di Michele - cori
- Lucio Fabbri - piano elettrico
- Massimo Luca - chitarre acustiche
- Aco Bocina - mandolino
- Lele Melotti - batteria
- Ale Cercato - basso
- Flavio Premoli - fisarmonica

## Cover
- Luca Bonaffini ha eseguito cover del brano negli album Scialle di pavone (1998), La canzone va a teatro (2004) e Sette volte Bertoli (2014).
- Nek ne ha cantato una cover contenuta nell'album tributo del 2005 ...a Pierangelo Bertoli.